# Aetomylaeus nichofii
Aetomylaeus nichofii е вид хрущялна риба от семейство Орлови скатове (Myliobatidae). Видът е световно застрашен, със статут Уязвим.

## Разпространение
Разпространен е в Австралия (Западна Австралия, Куинсланд и Северна територия), Бангладеш, Бруней, Виетнам, Индия, Индонезия, Камбоджа, Китай, Малайзия, Мианмар, Пакистан, Папуа Нова Гвинея, Провинции в КНР, Северна Корея, Сингапур, Тайван, Тайланд, Филипини, Шри Ланка, Южна Корея и Япония.

## Описание
Популацията на вида е намаляваща.